# ブライス・サンバ
ブライス・ローリシェ・サンバ（Brice Lauriche Samba、1994年4月25日 - ）は、コンゴ共和国・リンソロ出身のサッカー選手。リーグ・アン・スタッド・レンヌ所属。フランス代表。ポジションはGK。

## クラブ経歴
2006年にル・アーヴルACのアカデミーに入団し、2011年にトップチームに昇格した。
2013年1月4日、オリンピック・マルセイユに移籍。2014年1月5日のクープ・ドゥ・フランス・スタッド・ランス戦でデビュー。
2017年6月30日、SMカーンに移籍。
2018年8月12日のパリ・サンジェルマンFC戦に出場し、ネイマールとティモシー・ウェアのゴールを許し3-0で完敗した。しかしサンバは2018-19シーズンのリーグ・アンでレギュラーをつかむことに成功した。
2019年8月7日、イングランド・EFLチャンピオンシップのノッティンガム・フォレストFCに4年契約で移籍。
2022年7月5日、RCランスに完全移籍。
2025年1月8日、4年半契約でスタッド・レンヌに移籍。

## 代表経歴
2023年6月16日、UEFA EURO 2024予選のジブラルタル代表戦で29歳にしてA代表初出場。同予選には2試合に出場した。
UEFA EURO 2024では、背番号1でありながら、マイク・メニャン、アルフォンス・アレオラに次ぐ第3GKとして臨んだため出場機会はなく、チームは準決勝でスペインに敗れ敗退した。